# مستشار النمسا
مستشار النمسا، ويُعرف رسميًا باسم المستشار الاتحادي لجمهورية النمسا (بالألمانية: Bundeskanzler der Republik Österreich)، هو رئيس الحكومة في جمهورية النمسا.
تولّى تسعة وعشرون شخصًا هذا المنصب منذ تأسيسه. ويشغل المنصب حاليًا كريستيان شتوكر، الذي أدّى اليمين الدستورية في 3 مارس 2025 مستشارًا للنمسا.

## مكانة المستشار في النظام السياسي النمساوي
يشغل مستشار النمسا منصب رئيس مجلس الوزراء، ويقود الحكومة الاتحادية التي تتكوّن من المستشار، ونائب المستشار، والوزراء. وبالاشتراك مع رئيس الجمهورية، الذي يُعد رأس الدولة، تمثّل الحكومة والجهة الرئاسية السلطة التنفيذية العليا في البلاد.
تُعد النمسا جمهورية برلمانية، أي أن السلطة الفعلية تُمنح لرئيس الحكومة، وليس لرئيس الدولة. ومع ذلك، فإن العديد من الإجراءات التنفيذية واسعة النطاق لا يمكن تنفيذها إلا من قبل الرئيس، وذلك بناءً على مشورة أو بموافقة موقّعة من المستشار أو من وزير مختص. ولهذا، كثيرًا ما يتطلب المستشار موافقة رئيس الجمهورية لتنفيذ قرارات كبرى. ولا يخضع الوزراء أو نائب المستشار لسلطة المستشار بشكل مباشر، إذ لا يُعتبرون مرؤوسين له في التسلسل الهرمي.
أما في السلطة التشريعية، فإن قوة المستشار السياسية تعتمد على حجم الكتلة البرلمانية التابعة لحزبه. وفي حال وجود حكومة ائتلافية، فإن المستشار عادةً ما يكون زعيم الحزب الأكبر تمثيلًا في المجلس الوطني، بينما يتولى زعيم الحزب الشريك القادر على توفير الأغلبية البرلمانية منصب نائب المستشار.
تعود جذور منصب رئيس الحكومة في النمسا إلى زمن الإمبراطورية النمساوية، حيث كان يُعرف أولًا باسم مستشار الدولة للإمبراطورية النمساوية، وهو منصب شغله فقط كليمنس فون مترنيخ. ثم تغيّر الاسم إلى رئيس وزراء الإمبراطورية النمساوية، واستُخدم هذا المسمى حتى تفكك الإمبراطورية النمساوية المجرية.
بعد انهيار الملكية، أصبح منصب رئيس الحكومة يُعرف بـمستشار الدولة لألمانيا النمساوية، وقد شغله أيضًا شخص واحد فقط هو كارل رينر. وبعد رفض قوى الحلفاء لفكرة الاتحاد بين النمسا وألمانيا، تغيّر اسم المنصب إلى مستشار الدولة للنمسا، ثم اتخذ الشكل النهائي الحالي وهو المستشار الاتحادي، وهو الاسم الذي لا يزال قائمًا حتى اليوم.
يقع المقر الرسمي للمستشار ومكتب القيادة التنفيذية في دار المستشارية (Bundeskanzleramt)، الواقعة في ساحة بالهاوس وسط مدينة فيينا.
يُعيَّن كل من المستشار والوزراء من قبل رئيس الجمهورية، وللرئيس أيضًا صلاحية عزلهم من مناصبهم. ويشغل المنصب حاليًا كريستيان ستوكر، الذي أدى اليمين الدستورية مستشارًا للنمسا في 3 مارس 2025 أمام الرئيس ألكسندر فان دير بيلين.

## الدور والصلاحيات
يرأس المستشار الاتحادي في النمسا اجتماعات مجلس الوزراء. ومع أن الدستور لا يمنحه سلطة إصدار التعليمات المباشرة للوزراء، إلا أن دوره يُعرَّف بأنه "الأول بين متساوين" (primus inter pares) داخل الحكومة، أي أنه لا يتمتع بسلطة عليا على بقية الوزراء. تعتمد قوة منصب المستشار في تحديد السياسات العامة جزئيًا على مكانته الرمزية والسياسية، وجزئيًا على نصوص دستورية، مثل إلزام رئيس الجمهورية بعزل الوزراء بطلب من المستشار، فضلًا عن أن المستشار يكون في الغالب زعيم الحزب أو التحالف الحاكم في المجلس الوطني.
تتعلق معظم المواد الدستورية التي تذكر منصب المستشار بمهام توثيق القرارات الصادرة عن رئيس الجمهورية أو هيئات دستورية أخرى، وضمان إعلانها للرأي العام، أو القيام بدور الوسيط بين السلطات المختلفة. من أبرز المهام الدستورية للمستشار:
- تقديم مشاريع القوانين التي يُقرّها المجلس الوطني إلى رئيس الجمهورية للتصديق عليها.
- التوقيع إلى جانب الرئيس على تصديق القوانين.
- الإعلان الرسمي عن القوانين بعد دخولها حيّز التنفيذ.
- الإعلان عن المعاهدات الدولية التي تصادق عليها جمهورية النمسا.
- الإعلان عن القرارات الصادرة عن المحكمة الدستورية بإلغاء قوانين أو مراسيم تنفيذية.
- الإعلان عن نتائج الانتخابات الرئاسية.
- الإعلان عن التعديلات على النظام الداخلي لمجلس الشيوخ (المجلس الاتحادي).
- التوقيع على القرارات الصادرة عن الجمعية الاتحادية.
- الإعلان عن حالات إعلان الحرب.
- إبلاغ حكومات الولايات بالقوانين التي يتطلب سريانها موافقة الولايات.

بالإضافة إلى ذلك، يقوم المستشار بدعوة الجمعية الاتحادية للانعقاد في حال:
- صوّت المجلس الوطني لصالح بدء إجراءات عزل رئيس الجمهورية.
- صوّت المجلس الوطني لرفع الحصانة الجنائية عن الرئيس.

في الحالة الأولى، تصوّت الجمعية الاتحادية على ما إذا كان سيتم عرض القرار للاستفتاء الشعبي، وفي الحالة الثانية يجب أن تصادق الجمعية على رفع الحصانة. وفي حال تعذّر قيام رئيس الجمهورية بمهامه مؤقتًا، يتولى المستشار منصب الرئيس بالنيابة. وإذا استمرت الحالة لأكثر من عشرين يومًا أو في حال وفاة الرئيس، تنتقل المسؤولية إلى رؤساء المجلس الوطني الثلاثة بالتتابع.